# Carl Withusen
Carl David Withusen, född 16 augusti 1822 i Köpenhamn, död 19 september 1874, var en dansk kirurg. Han var son till Carl Christopher Withusen.
Withusen dimitterades från Metropolitanskolen 1840 och tog 1847 läkarexamen. Han fungerade därefter som kandidat på Frederiks Hospital, som marinläkare under slesvig-holsteinska kriget och 1853, hemkommen från en studieresa med längre vistelser i Frankrike och England, som koleraläkare i Köpenhamn.  Åren 1853–55 var han reservkirurg på Frederiks Hospital och tävlade 1854 om ett lektorat i kirurgi tillsammans med Matthias Hieronymus Saxtorph. Åren 1856–60 var han distriktsläkare i Köpenhamn och samtidig prosektor hos Sophus August Vilhelm Stein, 1860–1863 reservkirurg på Almindelig Hospital. År 1863 blev han överkirurg vid det nya Kommunehospitalet, men blev redan 1867 bestående arbetsoförmögen på grund av slaganfall och tvingades 1868 att ta avsked, samtidigt som han erhöll professors titel. Han var därefter verksam som läkare i ytterligare några år, men efterhand tog sjukdomen överhand. Han bedrev tidvis flitigt författarskap i danska medicinska tidskrifter.